# 하인츠 닉스도르프

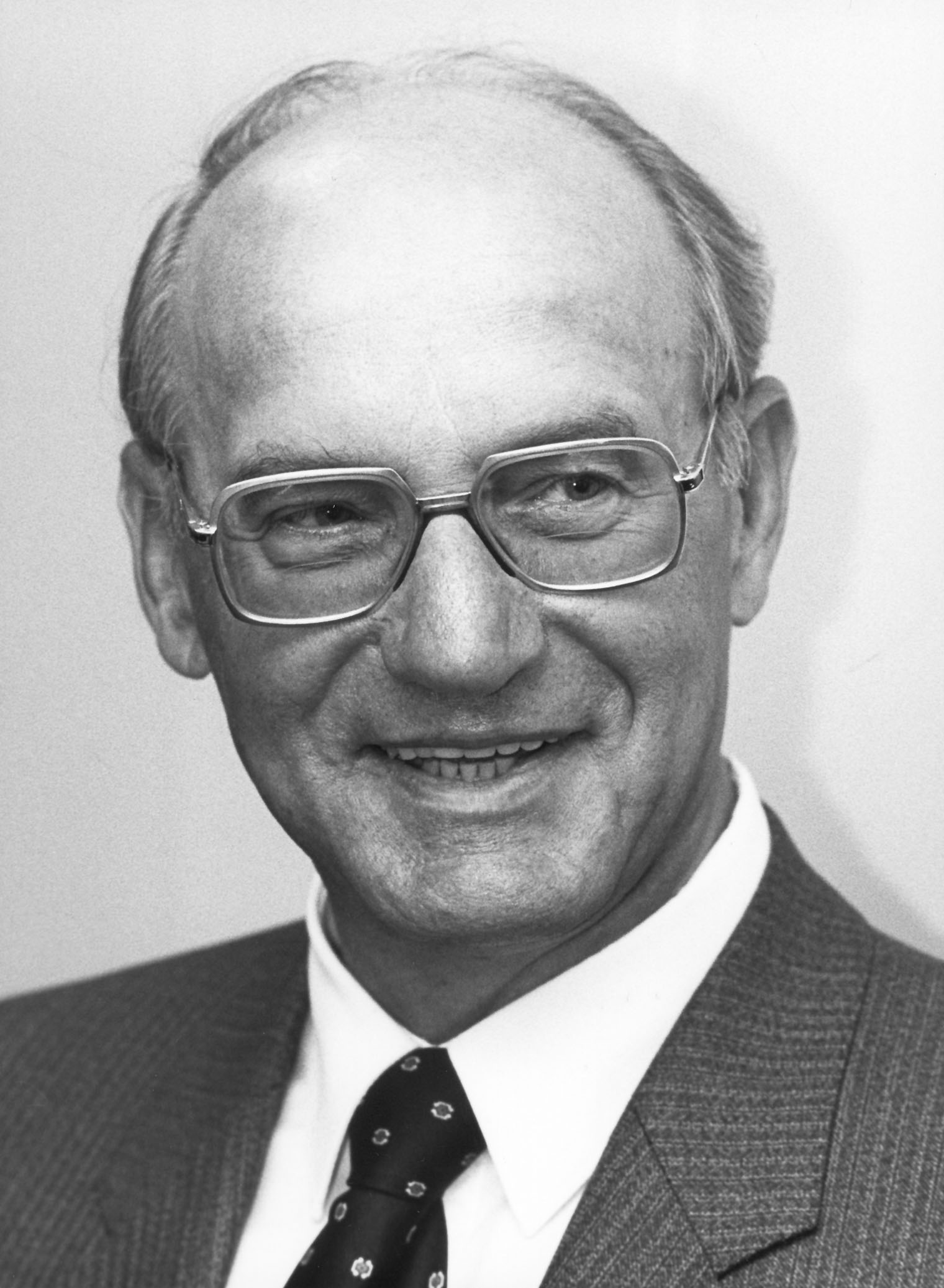

하인츠 닉스도르프(Heinz Nixdorf, 1925년 4월 9일 - 1986년 3월 17일)는 독일의 컴퓨팅 선구자이자 사업가이자 닉스도르프 컴퓨터(Nixdorf Computer AG)의 창립자였다.
닉스도르프는 독일 파더보른에서 태어났다.
당시 물리학을 전공하던 27세의 닉스도르프는 1952년에 첫 번째 컴퓨터 회사를 설립했다. 소유주로서 그는 이 회사를 약 40억 독일 마르크의 매출을 최고점에 올리는 국제 전자 회사로 성장시켰다. 그의 마이크로컴퓨터는 IBM 메인프레임의 경쟁자였다. 닉스도르프는 1950년대부터 1970년대까지 독일 경제 기적을 상징했던 기업가 중 한 명으로 기억된다. 또한 야심찬 운동선수였으며 직원들에게 좋은 교육을 제공하기 위해 노력한 것으로 기억된다. 1986년 하노버의 세빗에서 심장마비로 사망했다.